# Andreas Gottlob Rudelbach
Andreas Gottlob Rudelbach, född 29 september 1792 i Köpenhamn, död 3 mars 1862, dansk teolog. 
Rudelbach blev teologie kandidat 1820 och filosofie doktor 1822 samt ställde sig som ortodox lutheran 1825 på Grundtvigs sida i striden mot Henrik Nicolai Clausen. Som medarbetare i Grundtvigs "Theologisk maanedsskrift" (1825-28) anföll han även häftigt den rationalistiske professor K.F. Hornemann. År 1829 blev Rudelbach superintendent och förste prost i Glauchau i Sachsen samt gjorde sig där bemärkt ej blott som en nitisk själasörjare, utan också som en ovanligt lärd och flitig författare, vilken med kraft förde den lutherska lärans talan gentemot både rationalismen och den evangeliska unionen.
Bland hans skrifter kan nämnas Die augsburgische Confession (1830), Savonarola und seine Zeit (1835), Reformation, Lutherthum und Union (1839) och Christelig biographie (1846-1848; tillökad bearbetning på tyska, 1849-1850). Från 1840 utgav han tillsammans med Guericke "Zeitschrift für die gesammte lutherische Theologie und Kirche". Då likväl de kyrkliga myndigheterna ville införa full frihet med hänsyn till bekännelseformulären vid konfirmationen och därjämte ålade honom att öppna kyrkorna för de tyska katolikerna och att även för dem officiera, tog han avsked 1845 och återvände till Danmark, där han blev kyrkoherde i Slagelse 1848. Han fortsatte där sin författarverksamhet och utgav Den evangeliske kirkeforfatnings oprindelse og princip etc. (1849; svensk översättning 1852), Om det borgerlige ægteskab (1851), Om sognebaandet og om ordinationens væsen (1852), Om begrebet folkekirke (1854), Kirkefrihedens elementer i den danske statskirkelige ordning og lovgivning siden 1537 (1854), Om psalmeliteraturen og psalmebogssagen (1856) o.s.v., men hade då blivit en skarp motståndare till Grundtvig, vars kyrkliga uppfattning och "præstefrihed" han ogillade.

## Utmärkelser
- Riddare av Dannebrogorden,  1847[3]

[Redigera Wikidata]